# Plessi
Plessi – wieś w Estonii, w prowincji Võru, w gminie Vastseliina.